# 丝粉藻
丝粉藻（学名：Cymodocea rotundata）为絲粉藻科丝粉藻属下的一个种。